# Ferdinand Dahl
Ferdinand Dahl (17 luglio 1998) è uno sciatore freestyle norvegese, specializzato in slopestyle e big air.

## Biografia
Attivo in gare FIS dal dicembre 2014, Ferdinand Dahl ha debuttato in Coppa del Mondo il 14 gennaio 2017, giungendo 59º in slopestyle a Font-Romeu. Il 3 marzo dello stesso anno ha ottenuto il suo primo podio nel massimo circuito, classificandosi al 3º nel big air di Myrkdalen-Voss vinto dal suo connazionale Christian Nummedal.
In carriera ha preso parte a due edizioni dei Giochi olimpici invernali e a due dei Campionati mondiali di freestyle. Ha inoltre vinto due medaglie ai Winter X Games.

## Palmarès

### Winter X Games
- 3 medaglie:
  - 1 argento (slopestyle ad Aspen 2019)
  - 2 bronzi (slopestyle ad Aspen 2021 e ad Aspen 2023)

### Coppa del Mondo
- Miglior piazzamento in classifica generale: 2º nel 2021
- Miglior piazzamento nella Coppa del Mondo di big air: 12º nel 2017
- Miglior piazzamento nella Coppa del Mondo di slopestyle: 2º nel 2018 e nel 2021
- 9 podi:
  - 4 secondi posti
  - 5 terzi posti